# Scopula internexata
Scopula internexata là một loài bướm đêm trong họ Geometridae.